# محمود عبد الغفار (ممثل، 1961)
محمود عبد الغفار (20 يناير 1961) ممثل مصري، ولد بالجيزة بالقاهرة، عضو نقابة المهن التمثيلية شعبة التمثيل، شارك في العديد من الأعمال السينمائية والتلفزيونية والمسرحية، وعدد من تجارب الإخراج المسرحي في مسرح الهواة.

## الأعمال السينمائية
شارك في العديد من الافلام السينمائية مثل رشة جريئة، بليه ودماغه العالية، صعيدي في الجامعة الأمريكية، همام في أمستردام، يا انا يا خالتي، عسكر في المعسكر، الماجيك، على جنب يا أسطى.

## الأعمال التلفزيونية والمسرحية
قام بدور الشاعر صلاح جاهين في مسلسل العندليب حكاية شعب، وشارك في العديد من الأعمال التلفزيونية مثل بنت من شبرا، مسلسل الملك فاروق، راجل وست ستات، أبو ضحكة جنان، ملفات سرية، هانم بنت باشا، جمهورية زفتي، والأقدار واللص والكلاب وغيرها من الأعمال المهمة، كما شارك في مسرحية السلطان الحائر لـتوفيق الحكيم إلى جانب العديد من الأعمال المسرحية الأخرى والإذاعية.

## روابط خارجية
- محمود عبد الغفار على موقع قاعدة بيانات الأفلام العربية